# Carteria radiosa
Carteria radiosa là một loài tảo trong họ Chlamydomonadaceae, thuộc chi Carteria.